# Narathura panta
Narathura panta är en fjärilsart som beskrevs av Evans 1957. Narathura panta ingår i släktet Narathura och familjen juvelvingar. Inga underarter finns listade i Catalogue of Life.